# Micronycteris brosseti
Micronycteris brosseti là một loài động vật có vú trong họ Dơi mũi lá, bộ Dơi. Loài này được Simmons & Voss miêu tả năm 1998.